# Willoughby Newton
Willoughby Newton (* 2. Dezember 1802 bei Hague, Westmoreland County, Virginia; † 23. Mai 1874 im Westmoreland County, Virginia) war ein US-amerikanischer Politiker. Zwischen 1843 und 1845 vertrat er den Bundesstaat Virginia im US-Repräsentantenhaus.

## Werdegang
Willoughby Newton wurde zunächst von Privatlehrern unterrichtet und besuchte danach das College of William & Mary in Williamsburg. Nach einem anschließenden Jurastudium und seiner Zulassung als Rechtsanwalt begann er im Westmoreland County in diesem Beruf zu arbeiten. Gleichzeitig schlug er eine politische Laufbahn ein. Zwischen 1826 und 1832 saß er im Abgeordnetenhaus von Virginia. Später wurde er Mitglied der in den 1830er Jahren gegründeten Whig Party.
Bei den Kongresswahlen des Jahres 1842 wurde Newton im achten Wahlbezirk von Virginia in das US-Repräsentantenhaus in Washington, D.C. gewählt, wo er am 4. März 1843 die Nachfolge von Henry A. Wise antrat. Da er im Jahr 1844 nicht bestätigt wurde, konnte er bis zum 3. März 1845 nur eine Legislaturperiode im Kongress absolvieren. Diese Zeit war von den Spannungen zwischen Präsident John Tyler und den Whigs geprägt. Außerdem wurde damals bereits über eine mögliche Annexion der seit 1836 von Mexiko unabhängigen Republik Texas diskutiert.
Nach dem Ende seiner Zeit im US-Repräsentantenhaus praktizierte Newton wieder als Anwalt im Westmoreland County. Außerdem wurde er in der Landwirtschaft tätig. 1852 wurde er Vorsitzender der Virginia Agricultural Society. In den Jahren 1861 und 1863, also während des Bürgerkrieges, war er nochmals Abgeordneter im Staatsparlament von Virginia. Er starb am 23. Mai 1874 auf dem Landgut Linden im Westmoreland County.